# Bill Hobbs (veslač)
William Bill Barton Roger Hobbs, ameriški veslač, * 30. julij 1949, Ponce, Portoriko, † 4. januar 2020, Dartmouth, Massachusetts, ZDA. 
Bill je bil mlajši brat veslača Franklina Hobbsa.
Za ZDA je nastopil na Poletnih olimpijskih igrah 1968 in 1972. V Mexico Cityju je v osmercu osvojil šesto mesto, v Münchnu pa v isti disciplini srebrno medaljo.